# Saint-Symphorien (Sarthe)
 Saint-Symphorien  ist eine französische Gemeinde mit 499 Einwohnern (Stand 1. Januar 2022) im Département Sarthe in der Region Pays de la Loire. Sie gehört zum Arrondissement Mamers und zum Kanton Loué.
Nachbargemeinden von Saint-Symphorien sind Tennie im Norden, Bernay-Neuvy-en-Champagne im Osten, Ruillé-en-Champagne im Süden, Chemiré-en-Charnie im Südwesten, Neuvillette-en-Charnie im Westen und Parennes im Nordwesten.

## Bevölkerungsentwicklung
| Jahr      | 1962 | 1968 | 1975 | 1982 | 1990 | 1999 | 2007 |
| Einwohner | 616  | 611  | 588  | 479  | 469  | 500  | 550  |

## Sehenswürdigkeiten

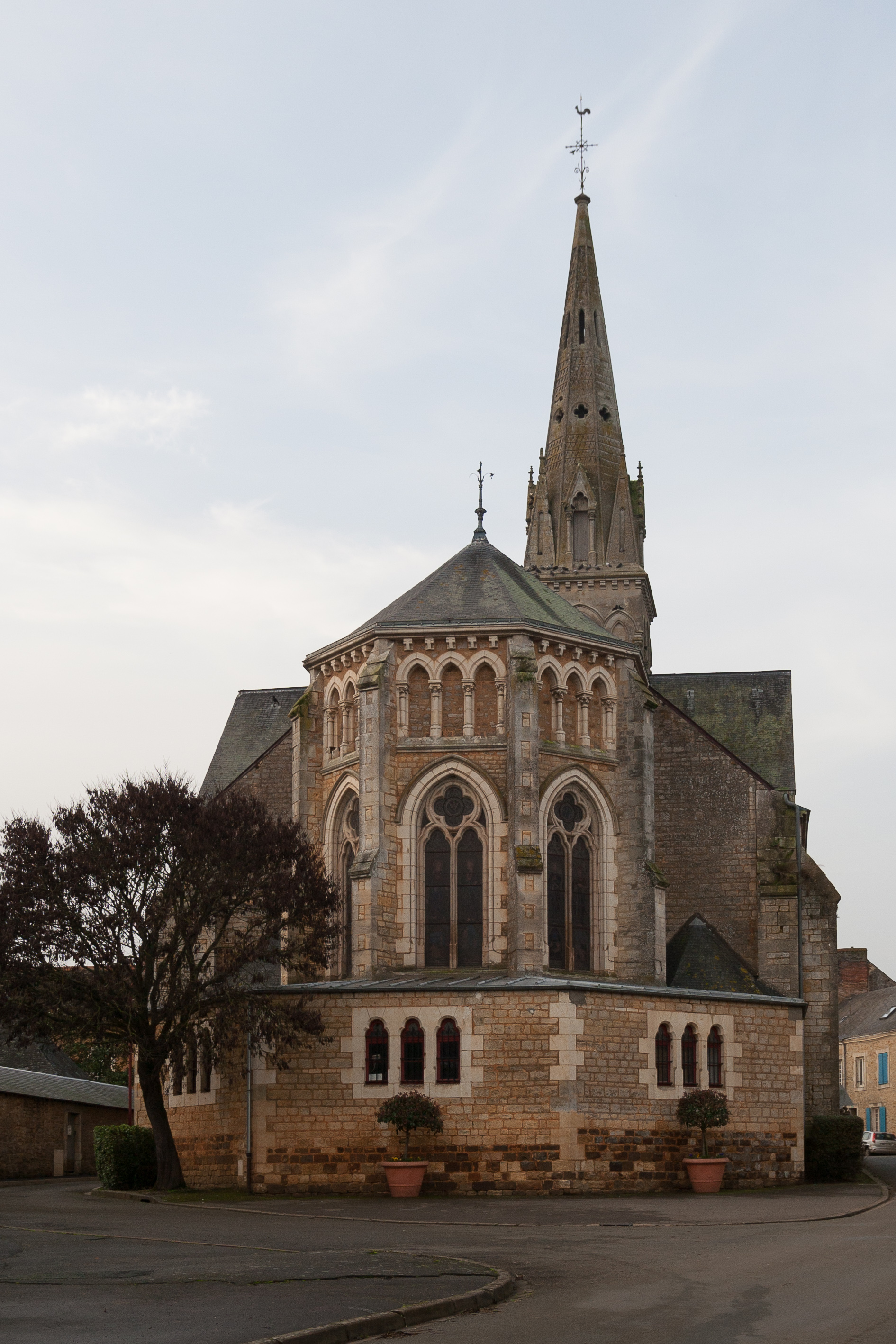
Kirche Saint-Symphorien

- Schloss Sourches (15. Jahrhundert, Monument historique, die zugehörigen Motten liegen auf dem Gebiet der Gemeinde Tennie)
- Schlosspark (Sire naturel classé)
- Kirche Saint-Symphorien
- Hanfofen von Le Houx
- Wald von La Petite Charnie